# Pharacocerus
Genre
Pharacocerus est un genre d'araignées aranéomorphes de la famille des Salticidae.

## Distribution
Les espèces de ce genre se rencontrent en Afrique subsaharienne.

## Liste des espèces
Selon World Spider Catalog (version 18.0, 03/05/2017) :
- Pharacocerus castaneiceps Simon, 1910
- Pharacocerus ebenauensis Strand, 1908
- Pharacocerus ephippiatus (Thorell, 1899)
- Pharacocerus fagei Berland & Millot, 1941
- Pharacocerus rubrocomatus Simon, 1910
- Pharacocerus sessor Simon, 1902
- Pharacocerus xanthopogon Simon, 1903

## Publication originale
- Simon, 1902 : Études arachnologiques. 31e Mémoire. LI. Descriptions d'espèces nouvelles de la famille des Salticidae (suite). Annales de la Société Entomologique de France, vol. 71 p. 389-421 (texte intégral).